# حفاز انتقال الطور

دورة حفاز انتقال الطور لكاتيون أمونيوم رابعي ^{+}Q.

حفاز انتقال الطور في الكيمياء هو حفاز يسهّل من هجرة المواد المتفاعلة (المتفاعلات) من طور إلى آخر حيث يحدث التفاعل الكيميائي؛ وهي تشكل بذلك نوعاً خاصاً من التحفيز اللامتجانس.
تكون المتفاعلات الأيونية عادة قابلة للانحلال (الذوبان) في الطور المائي، ولكنها غير منحلة في الطور العضوي في غياب حفاز انتقال الطور. أما في حال وجوده في الوسط فإن الحفاز يقوم بدور يشبه دور المنظف في قدرته على إذابة الأملاح في الوسط العضوي، مما يفيد في النهاية في تسريع معدل سرعة التفاعل، والحصول على مردود أعلى، كما أنه يسهم بالحصول على عدد أقل من المنتجات الثانوية، وبالتخلص من استخدام المذيبات العضوية مرتفعة الثمن أو خطيرة الاستخدام. تفيد حفازات انتقال الطور بشكل خاص في الكيمياء الخضراء في السماح باستخدام الماء وفي التقليل من الحاجة إلى استخدام المذيبات العضوية.
تعد كاتيونات الأمونيوم الرابعية من الأمثلة على حفازات انتقال الطور للمتفاعلات الأنيونية، وكذلك أملاح الفوسفونيوم. على الرغم من أن أملاح الفوسفونيوم ذات قدرة على تحمل درجات حرارة مرتفعة، إلا أنها غير ثابتة تجاه القواعد، إذ تتفكك إلى أكسيد الفوسفين.

## اقرأ أيضاً
- تحفيز
- كاتيون أمونيوم رابعي